# Teatro Calderón (Motril)
El Teatro Calderón de la Barca o simplemente Teatro Calderón es un teatro de la ciudad española de Motril, declarado Bien de Interés Cultural en 2005. Desde su inauguración en octubre de 1881 ha tenido un papel preponderante en la cultura local acogiendo representaciones de las mejores compañías nacionales y siendo escenario de los actos culturales más señalados de la ciudad. Asimismo, constituye la culminación de una tradición teatral que en Motril arranca desde el año 1634 en el que se construyó la Real Casa de Comedias que en 1639 recibió privilegio real de manos de Felipe IV.

## Historia
Los orígenes del Teatro Calderón están directamente relacionados con el incremento de la coyuntura económica por la que atravesaba Motril en aquellos momentos, gracias a la recuperación del cultivo de la caña de azúcar, la consiguiente implantación de fábricas azucareras y a la extensión del cultivo del algodón. Estos hechos atrajeron a comerciantes que se afincaron en la ciudad, dando lugar a la aparición de una alta burguesía que demandaba un espacio lúdico-cultural digno de su posición. En 1880 se creó la "Sociedad Juan Cervera y Compañía" y en este mismo año se comienza a construir el Teatro.
El Teatro es un testimonio interesante de la arquitectura del momento que empleó con profusión el lenguaje historicista, respondiendo su fábrica a un neoclasicismo tratado con gran sobriedad. La fachada principal presenta el modelo empleado por la arquitectura residencial del siglo XIX y también recuerda a las fachadas de las fábricas azucareras coetáneas, edificaciones que nos hablan de un prototipo de construcción muy arraigada en la ciudad. Su estructura sigue la tipología de teatro "a la italiana", predominante en Europa occidental desde época barroca. Supone la ruptura con el esquema del teatro clásico creando un modelo capaz de acoger la compleja tramoya de la dramaturgia posterior al siglo XVII, caracterizado por la marcada división sala-escenario, y por una distribución horizontal de los espectadores.
El Teatro Calderón contiene numerosos elementos de valor artístico como las pinturas de la cubierta de la sala de espectadores, las columnillas de fundición de los palcos y anfiteatro, las pilastras del proscenio y los antepechos de los palcos. Asimismo, destaca su importante presencia urbana, ya que la construcción en el siglo XIX de dicho inmueble supuso la consolidación de la Plaza de España como elemento urbano central de Motril. 
El Teatro Calderón fue rehabilitado entre los años 1991 y 1995 debido al estado ruinoso que presentaba. En dicha intervención se respetó estrictamente la estructura original y los elementos decorativos del edificio.

## Descripción
El inmueble tiene forma trapezoidal y un alzado de tres plantas. Su interior se divide en cuatro elementos: crujía de la fachada principal, zona de espectadores, caja de escena y crujía norte. La crujía de la fachada principal tiene tres plantas en alzado. En ella se encuentra el vestíbulo que da acceso al teatro, espacios de descanso y relación social en los entre actos, en las plantas superiores, y escaleras a ambos lados para entrada a los palcos y anfiteatro.
La zona de espectadores o sala, es el espacio central del inmueble y sobre él se vuelcan los mayores esfuerzos en la traza y ornamentación. Como volumen central de la planta, articula el resto de los demás espacios. La sala, de planta trapezoidal, queda estructurada por el característico muro en herradura de los teatros a la italiana. La zona de espectadores está conformada por butacas, palcos y anfiteatro. Los tres niveles de asientos presentan antepecho de madera y columnillas de fundición que evocan el orden corintio. Los palcos del proscenio están flanqueados por pilastras corintias de orden gigante y presentan antepechos realizados con barandillas metálicas de pecho de paloma. 
Cubre la sala un techo plano ornamentado con pinturas al temple sobre lienzos adheridos a la cubierta. Fueron realizadas en 1881 y son atribuidas a Francisco Muros Ubeda. Se trata de una composición pictórica de tema clásico que ocupa toda la superficie del techo. Al igual que el Teatro, siguen el gusto neoclásico de principios del siglo XIX. Protagonizan cuatro personajes clásicos ligados a las artes, definidos por marcos pintados con formas achaflanadas en la base, en la que llevan cartelas y formas semicirculares en la parte superior, ésta queda flanqueada por figuras aladas que a modo de ménsulas sustentan una cornisa sobre la que se hallan dos pájaros portando un centro de flores. Cada cuadro representa a una musa sobre paisaje, portando sus atributos. Melpómene, musa de la Tragedia, situada en el eje longitudinal sobre la entrada, muestra máscara trágica a sus pies y un puñal en su mano derecha. Euterpe, musa de la música, ubicada en el mismo eje sobre el proscenio, porta una flauta en cada mano. Terpsícore, musa de la poesía lírica y danza, emplazada en el eje transversal a la izquierda, porta una cítara. Talía, musa de la comedia, ubicada en el eje transversal derecha, lleva como atributos una máscara cómica en la diestra y un bastón en la mano izquierda. Entre cada uno de los cuadros de la composición aparecen jarrones con flores.
La caja de escena es de gran altura y capacidad. Se compone de foso, tablas y peine. La flanquean dos hombros separados del escenario por grandes pilastras de ladrillo. Este cuerpo sobresale en altura al exterior del resto de la edificación.
La crujía norte se extiende paralela al eje longitudinal del Teatro. La fachada presenta zócalo de piedra de poca altura, dos plantas en alzado y terraza superior. Se estructura en doble hilada de vanos, ventanas en el piso inferior y balcones en el superior. Los vanos están rematados con arcos rebajados, con moldura superior en los balcones siguiendo los cánones de las construcciones civiles de la época. Muestran losas de piedra ligeramente molduradas en el borde y barandilla de balaustres de acero rematados con macollas de fundición, en cuya base presenta cenefas de pletina de composición geométrica. La zona superior de la fachada termina con una cornisa moldurada protegida por un alero de teja. Remata esta crujía una terraza con barandilla de paños metálicos y pletina con motivos geométricos, separados por pilastrillas de ladrillo.
La fachada principal se compone de un alzado de tres plantas. La zona de la derecha donde se encuentra el acceso al interior del Teatro sobresale del plano de fachada y se remata con un frontón triangular. En ella se abren vanos dispuestos en eje; en planta baja tres vanos escarzanos que dan acceso al vestíbulo, en la primera planta balcones adintelados y ventanas de sección horizontal en la segunda.